# يورغن فيغمان
يورغن فيغمان (بالألمانية: Jürgen Wegmann)‏ مواليد 31 مارس 1964 في إسن، ألمانيا الغربية، هو لاعب كرة قدم ألماني دولي سابق كان يلعب كمهاجم.

## المسيرة الاحترافية

### أندية لعب لها
- روت-ويس إيسن
- بوروسيا دورتموند
- شالكه 04
- بايرن ميونخ
- نادي دويسبورغ

## روابط خارجية
- يورغن فيغمان على موقع قاعدة بيانات كرة القدم.إي يو (الإنجليزية)
- يورغن فيغمان على موقع بيانات كرة القدم. دي إي (الألمانية)
- يورغن فيغمان على موقع عالم كرة القدم.نت (الإنجليزية)